# Катай (деревня)
Катай  — деревня в Викуловском районе Тюменской области России. Входит в состав Озёрнинского сельского поселения.

## География
Деревня находится не далеко от озера Катай, в восточной части Тюменской области, в таёжной зоне, в пределах юго-западной части Западно-Сибирской низменности, на расстоянии примерно 70 километров (по прямой) к востоку от села Викулова, административного центра района. 
Климат
Климат континентальный с суровой холодной зимой. Годовое количество осадков — 417 мм. Средняя температура января составляет −18,9 °C, июля — +18 °C. Продолжительность периода с
устойчивым снежным покровом — 161 день.
Часовой пояс
Деревня Катай (деревня), как и вся Тюменская область, находится в часовой зоне МСК+2. Смещение применяемого времени относительно UTC составляет +5:00.

## Население
| 2010 |
| ---- |
| 14   |